# Naivní teorie množin
Jako naivní teorie množin je dnes označována původní teorie množin vytvořená Georgem Cantorem v druhé polovině 19. století. Název naivní je používán pro zdůraznění protikladu mezi Cantorovým intuitivním pojetím pojmu množina a dnes používanými axiomatickými systémy teorie množin.
Naivní teorie množin se nezabývá přesnou definicí pojmu „množina“, „uspořádaná dvojice“ apod. a pracuje s nimi způsobem, který se učí na základních a středních školách. Pouze odborníci, kteří se věnují matematice do hloubky, potřebují postavit svoje studium na pevném základu a proto pracují s axiomatickou teorií množin.
I přes použité slůvko naivní, které má v případě matematické teorie trochu hanlivý nádech, je Cantorova teorie naprosto dostačující jako množinový základ pro většinu ostatních matematických disciplín a bylo v ní dosaženo mnoha vynikajících výsledků v oblasti zkoumání vlastností nekonečných množin (Cantorova věta, kardinální aritmetika, transfinitní indukce) – což byla ostatně hlavní Cantorova motivace pro její vytvoření.
Problémy nastávají teprve ve chvíli, kdy se naivní teorie množin pokouší pracovat s „příliš velkými“ množinami, jako je potence univerzální množiny v případě Cantorova paradoxu – obdobné je to ostatně i v případě mnohem známějšího Russellova paradoxu. Axiomatická teorie množin na tyto rozpory nachází solidní a konzistentní odpovědi.

## Co je množina
Na otázku, co je to množina, odpovídá naivní teorie množin v podstatě obdobně jako paní učitelka v první třídě základní školy před tabulí plnou magnetických jablek a hrušek:
Množina je dobře definovaný soubor objektů.
Objektem obsaženým v množině může být v tomto pojetí cokoliv – čísla, lidé, jiné množiny atd. Důležité je, aby bylo „dobře definováno“ (nejlépe jazykem matematické logiky), které objekty do konkrétní množiny patří a které ne.

## Rovnost a náležení
Jediným faktem, který hraje roli při práci s množinou v rámci teorie množin, je to, které objekty do ní náležejí. Relace náležení je obvykle značena {\displaystyle x\in A\,\!} a znamená „objekt x je prvkem (náleží do) množiny A“.
Pokud přijmeme jako jeden ze způsobů, jak dobře definovat množinu, možnost vyjmenovat všechny její prvky, pak můžeme jako {\displaystyle A=\{2,3,5,7\}\,\!} označit čtyřprvkovou množinu, která obsahuje čísla 2, 3, 5 a 7 (tj. {\displaystyle 2\in A\,\!}, ale {\displaystyle 4\notin A\,\!}).
Důležité je, že nemá smysl mluvit o tom, kolikrát nebo v jakém pořadí prvky do množiny patří – každý do ní prostě buď patří, nebo nepatří. Vrátíme-li se k {\displaystyle A=\{2,3,5,7\}\,\!}, můžeme napsat:
{\displaystyle A=\{3,5,7,2\}=\{2,2,5,3,5,7,7,7,7\}=\ldots \,},
ale na druhou stranu
{\displaystyle A\neq \{2,3,4,5,7\}\,\!}, protože {\displaystyle 4\notin A\,}.
Dostáváme se k tomu, co vlastně znamená rovnost dvou množin: Dvě množiny jsou si rovny (nebo také shodné), pokud obsahují stejné prvky, formálně zapsáno:
{\displaystyle A=B\Leftrightarrow (\forall x)(x\in A\Leftrightarrow x\in B)\,}.
Tato definice rovnosti si našla cestu i do axiomatických teorií množin jako axiom extenzionality.

## Vydělení na základě výroku a množinové operace
Pokud je {\displaystyle V(x)\,\!} jakýkoliv výrok s parametrem {\displaystyle x\,\!} (například „x je sudé číslo“, „x má slabý magnet“, „x je kamarád kamaráda bývalého poslance PČR za ČSSD“) lze pomocí něj rozdělit všechny myslitelné objekty na dvě části – na množinu těch, které {\displaystyle V(x)\,\!} splňují, kterou označíme {\displaystyle S=\{x:V(x)\}\,\!}, a na množinu těch, které jej nesplňují – mluvíme o doplňku množiny {\displaystyle S\,\!}.
Možností vydělovat objekty pomocí výroku (opět se této možnosti nevzdaly ani axiomatické systémy – viz schéma axiomů vydělení) získáváme velice silný nástroj, pomocí kterého můžeme definovat všechny běžně známé množinové operace – průnik, sjednocení, doplněk, kartézský součin, potenční množina.
V axiomatické teorii množin, kde je mnohem pečlivěji hlídáno, co je a co není množina, jsou k těmto účelům často zavedeny speciální axiomy, které tyto operace umožňují – viz například axiom sumy nebo axiom potence v článku Zermelova-Fraenkelova teorie množin.

## Zajímavosti
- Cantor při vytváření této teorie byl údajně ovlivněn křesťanskou filosofií novotomismu.[1]